# Юссель (Коррез)
Юссе́ль (фр. Ussel, окс. Ussèl) — город и коммуна во Франции, находится в регионе Новая Аквитания. Департамент коммуны — Коррез. Центр кантонов Юссель-Уэст и Юссель-Эст. Округ коммуны — Юссель.
Код INSEE коммуны 19275.

## География
Юссель расположен приблизительно в 370 км к югу от Парижа, в 90 км восточнее Лиможа, в 55 км к северо-востоку от Тюля, в Центральном массиве.
Коммуну пересекают реки Дьеж (город иногда называют Юссель-сюр-Дьеж) и Сарсон, а также ручей Этан-Ру.

## Население
Население коммуны на 2008 год составляло 10 362 человека.
| 1962 | 1968 | 1975   | 1982   | 1990   | 1999   | 2008   |
| ---- | ---- | ------ | ------ | ------ | ------ | ------ |
| 7655 | 8218 | 10 664 | 11 765 | 11 448 | 10 749 | 10 362 |

## Администрация
| Период | Период | Фамилия          | Партия                                                                     | Профессия              |
| ------ | ------ | ---------------- | -------------------------------------------------------------------------- | ---------------------- |
| 1934   | 1965   | Франсуа Вар      | Французская секция Рабочего интернационала                                 | депутат                |
| 1965   | 2001   | Анри Белькур     | Союз демократов в поддержку республики→ Объединение в поддержку республики | депутат, затем сенатор |
| 2001   | 2008   | Лоран Шастаньоль | Объединение в поддержку республики→ Союз за народное движение              |                        |
| 2008   |        | Мартин Леклерк   | Социалистическая партия                                                    |                        |

## Экономика
Основу экономики составляют лесозаготовительная, деревообрабатывающая, горно-металлургическая, пищевая и фармацевтическая промышленности. В городе расположен филиал торгово-промышленной палаты Тюля и Юсселя.
В 2007 году среди 6585 человек в трудоспособном возрасте (15-64 лет) 4856 были экономически активными, 1729 — неактивными (показатель активности — 73,7 %, в 1999 году было 71,3 %). Из 4856 активных работали 4423 человека (2367 мужчин и 2056 женщин), безработных было 433 (197 мужчин и 236 женщин). Среди 1729 неактивных 522 человека были учениками или студентами, 571 — пенсионерами, 636 были неактивными по другим причинам.

## Достопримечательности
- Замок Ла-Борд XV века, перестроен в XVII веке.
- Замок Ла-Мот XIV века. Исторический памятник с 1980 года[9]
- Отель Вантадур. Исторический памятник с 1932 года[10]
- Церковь Сен-Мартен XIII века. Исторический памятник с 1926 года[11]
- Часовня Нотр-Дам-де-ла-Шабан
- Церковь Сен-Марсьяль
- Церковь Пресвятой Девы Марии
- Церковь Сен-Дизье
- Музей истории, искусства и традиций Юсселя[12]

## Города-побратимы
- Оре, Франция

## Фотогалерея
- Отель Вантадур
- Вокзал
- Церковь Сен-Мартен
- Здание суда